# ستيفان فويوفيتش
ستيفان فويوفيتش مواليد 7 أبريل 1990 في ستنيي، الجبل الأسود، هو لاعب كرة يد مونتينيغري. مثل منتخب الجبل الأسود لكرة اليد.

## المسيرة الاحترافية
لعب مع نادي فاردار لكرة اليد من سنة 2007 إلى 2009، ثم لعب مع نادي فاردار لكرة اليد في موسم 2011-2012، ثم لعب مع نادي سيليستات ألزاس لكرة اليد في الدوري الفرنسي من سنة 2013 إلى 2015، ثم لعب مع نادي فتسلار لكرة اليد في الدوري الألماني في سنة 2015.

## سجل المنافسة
شارك في البطولات التالية:
- بطولة أوروبا لكرة اليد للرجال 2014

## روابط خارجية
- ستيفان فويوفيتش على موقع الاتحاد الأوروبي لكرة اليد (الإنجليزية)